# Diorchidiella australis
Diorchidiella australis är en svampart som först beskrevs av Speg., och fick sitt nu gällande namn av J.C. Lindq. 1957. Diorchidiella australis ingår i släktet Diorchidiella och familjen Raveneliaceae.   Inga underarter finns listade i Catalogue of Life.